# Ta wyspa Ziemia
Ta wyspa Ziemia (ang. This Island Earth) – amerykański film fantastycznonaukowy z 1955 roku. Adaptacja powieści Raymonda F. Jonesa.

## Opis fabuły
Doktor Meacham wraz z grupą ziemskich naukowców zostaje wybrany przez przybyłych mieszkańców planety Metaluna. Ma wraz z kolegami zbadać przyczyny umierania ich planety. Przypadkowo doktor poznaje tajemniczy plan zawładnięcia Ziemią przez Metalunian...

## Obsada
- Jeff Morrow – Exeter
- Faith Domergue – Ruth Adams
- Rex Reason – Cal Meacham
- Lance Fuller – Brack
- Russell Johnson – Steve Carlson
- Douglas Spencer – imperator Metaluny
- Robert Nichols – Joe Wilson
- Karl L. Lindt – dr. Adolph Engelborg
- Robert Williams – Webb
- Coleman Francis – kurier
- Charlotte Lander – kobieta w konsoli dekompresyjnej
- Marc Hamilton – mieszkaniec Metaluny